# 草柳良夫
草柳 良夫（くさやなぎ よしお、1945年1月8日 - ）は、神奈川県出身のプロゴルファー。

## 来歴
相模カンツリー倶楽部出身で、1965年にプロ入りする。
1972年にはダンロップフェニックストーナメントの前身に当たる第1回「フェニックストーナメント」で初日を青木功と並んでの10位タイでスタートし、2日目には増田光彦・佐々木勝・能田征二と並んでの6位タイに着け、3日目には村上隆・草壁政治と並んでの6位タイに留まった。
1973年には全日空札幌オープンでは河野光隆・陳清波（中華民国）と並んでの7位タイに入った。関東オープンでは初日を佐藤精一・田中文雄・新井規矩雄・村上と並んでの6位タイでスタートし、2日目には田中と共に尾崎将司・佐々木勝と並んでの2位タイ、3日目には尾崎将と共に74で石井朝夫・佐藤・栗原孝と並んでの4位タイとする。最終日には上位陣が総崩れで激しい優勝争いから栗原・田中と通算4アンダー284で並び、三つ巴のプレーオフでは、最初の9番で栗原の10mのロングパットを決める好調な出足に押され、田中と共にボギーと躓く。田中が2番目の1番でトリプルボギーを叩いて優勝争いから脱落する中、草柳は最後の18番でパーを取り追い上げたが、最初のボギーが痛く、栗原の2位タイに終わる。
1974年の太平洋クラブマスターズでは島田幸作・新井、ドン・ビーズ（アメリカ）と並んでの9位タイに入った。
1975年の沖縄クラシックでは初日を陳健忠（中華民国）・日吉定雄・謝永郁（中華民国）・沼澤聖一・坂下定夫と並んでの4位タイでスタートし、2日目には陳健・謝永・沼澤と並んでの2位タイに浮上するが、3日目には7位に後退し、最終日には田中・山口吉久・金井清一・小林富士夫と並んでの10位タイに終わった。関東オープンでは青木・小林・杉本英世・新井に次ぐと同時に森憲二・謝敏男&陳健（中華民国）、草壁・河野高明・安田春雄を抑えての5位に入る 。
1977年の日本プロでは2日目に中嶋常幸・島田と並び、首位の竹安孝博から2打差2位に入る。
1978年の広島オープンでは2日目に68をマークして新井・呂良煥（中華民国）・島田・杉原輝雄・小林と並んでの10位タイ、3日目には新井と共に久保四郎と並んでの9位タイに着け、最終日には69をマークして島田・呂良と並んでの6位タイに入った。
1979年の三菱ギャラントーナメントでは2日目に69をマークし初日首位の宮本康弘と並んでの2位タイ、3日目には新井と並んでの3位タイ、最終日には中村通の2位に入った。続く東北クラシックでは初日に6アンダー66をマークし金本章生・中嶋・陳志明（中華民国）に1打差付けて単独首位に立ったが、2日目は75と奮わず15位に後退している。
1996年の日本プロシニアを最後にシニアツアーから引退し、現在は横浜市神奈川区のトピックゴルフクラブ専属プロ。